# باسكوا لاما

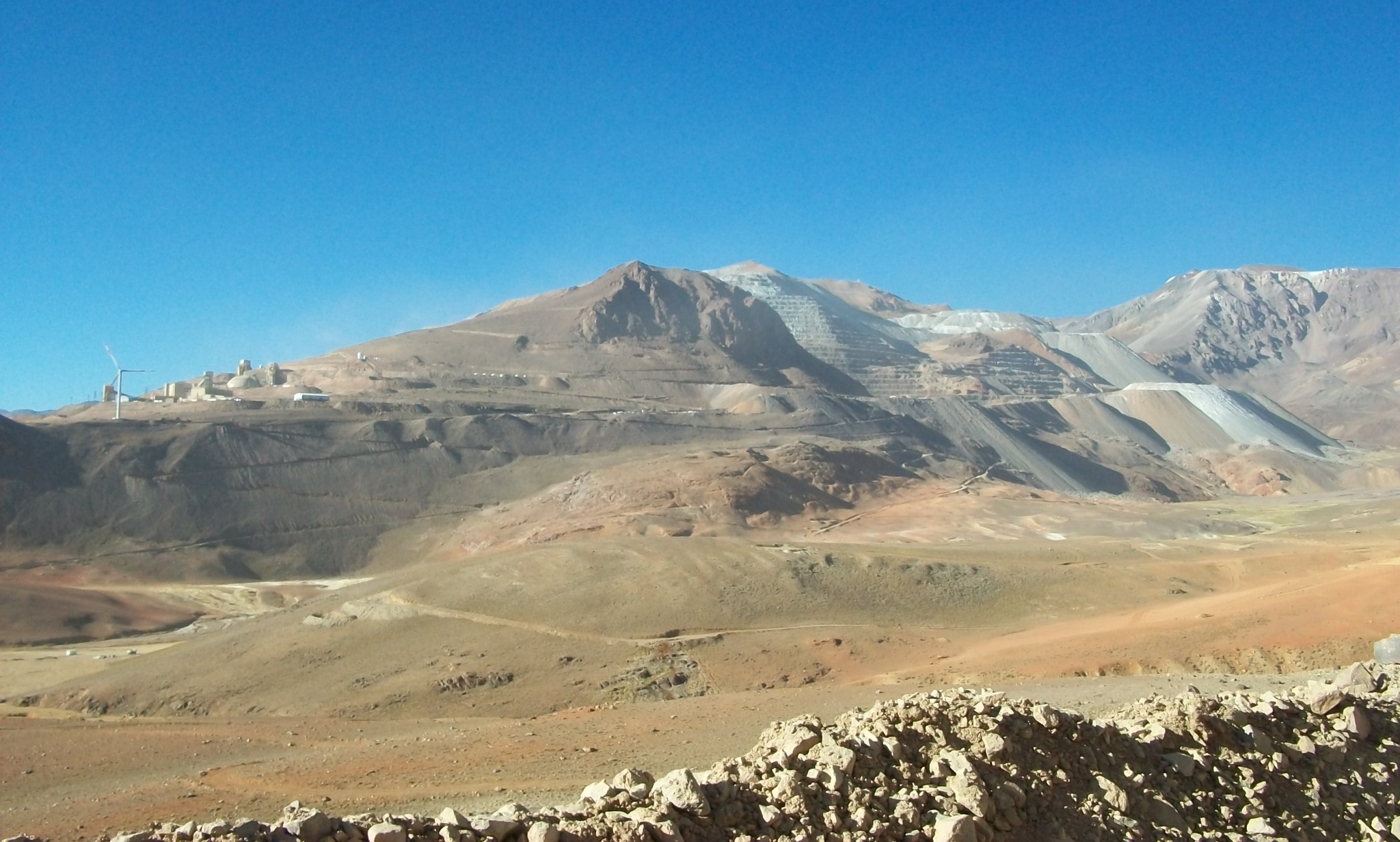
منطقة مشروع باسكوا لاما سنة 2010

باسكوا لاما (بالإسبانية: Pascua-Lama)‏ هو اسم مشروع تعدين سطحي لمجموعة من خامات الفلزات الثمينة من المزمع التنقيب عنها في منطقة جبال الأنديز جنوبي صحراء أتاكاما على طول الحدود بين الأرجنتين وتشيلي على ارتفاع يتجاوز 4500 متر عن سطح البحر.
يقدّر أن تحوي منطقة مشروع باسكوا لاما على حوالي 17 مليون أونصة ذهب، وحوالي 635 مليون أونصة فضة؛ وذلك بحصص توافق 75% لتشيلي و25% للأرجنتين.
المشروع تتعهده شركة باريك للذهب، وهي تعزم التنقيب عن الذهب وفلزات أخرى مثل الفضة والنحاس. إلا أن حكومة تشيلي لم توافق عليه وعارضته بسبب احتجاج السكان المحليين؛ ولا تزال الأمور محلاً للجدل والخلاف.